# محمدحسین اکبر منادی
محمدحسین اکبر منادی (زادهٔ ۱۱ بهمن ۱۳۷۴) بازیکن فوتبال اهل ایران است که در پست دروازه‌بان بازی می‌کند.

## دوران پایه
حسین منادی فوتبال خود را در سال ۱۳۸۰ و با تیم نونهالان گهر دورود آغاز کرد. منادی در تمامی رده‌های سنی این تیم بازی کرده است. او توانست در سال ۱۳۹۱ به همراه تیم نوجوانان گهر دورود به لیگ برتر صعود کند.

## دوران حرفه‌ای

### شهرخودرو
اکبر منادی در ۶ تیر ۱۳۹۸ با قراردادی ۴ ساله به تیم شهرخودرو پیوست.

### سایپا
او پس از نیم فصل ناموفق در شهرخودرو در دی ماه ۱۳۹۸ با قراردادی ۱٫۵ ساله به باشگاه فوتبال سایپا بازگشت.

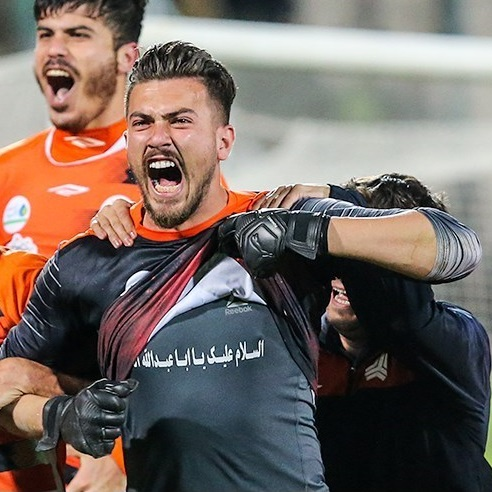
اکبر منادی با پیراهن سایپا

### گل گهر سیرجان
اکبر منادی در شهریور ۱۴۰۰ با قراردادی یک ساله به باشگاه گل گهر سیرجان پیوست.

## آمار باشگاهی
تا تاریخ ۳۱ مه ۲۰۲۲
| تیم            | بخش            | فصل            | لیگ برتر | لیگ برتر | جام حذفی | جام حذفی | آسیا | آسیا | مجموع | مجموع |
| تیم            | بخش            | فصل            | بازی     | گل       | بازی     | گل       | بازی | گل   | بازی  | گل    |
| -------------- | -------------- | -------------- | -------- | -------- | -------- | -------- | ---- | ---- | ----- | ----- |
| شهرخودرو       | لیگ برتر       | ۲۰۱۹–۲۰۲۰      | ۰        | ۰        | ۱        | ۰        | _    | _    | ۱     | ۰     |
| مجموع شهرخودرو | مجموع شهرخودرو | مجموع شهرخودرو | ۰        | ۰        | ۱        | ۰        | _    | _    | ۱     | ۰     |
| سایپا          | لیگ برتر       | ۲۰۱۹–۲۰۲۰      | ۶        | ۰        | ۰        | ۰        | _    | _    | ۶     | ۰     |
| سایپا          | لیگ برتر       | ۲۰۲۰–۲۰۲۱      | ۲۵       | ۰        | ۰        | ۰        | _    | _    | ۲۵    | ۰     |
| مجموع سایپا    | مجموع سایپا    | مجموع سایپا    | ۳۱       | ۰        | ۰        | ۰        | _    | _    | ۳۱    | ۰     |
| گل‌گهر          | لیگ برتر       | ۲۰۲۱–۲۰۲۲      | ۴        | ۰        | ۱        | ۰        | _    | _    | ۵     | ۰     |
| مجموع گل گهر   | مجموع گل گهر   | مجموع گل گهر   | ۴        | ۰        | ۱        | ۰        | _    | _    | ۵     | ۰     |
| مجموع آمار     | مجموع آمار     | مجموع آمار     | ۳۵       | ۰        | ۲        | ۰        | ۰    | ۰    | ۳۷    | ۰     |

## افتخارات
- صعود به لیگ برتر جوانان به همراه تیم نوجوانان گهر دورود در سال ۱۳۹۱